# Elliot Carver
Elliot Carver é um personagem fictício do filme 007 O Amanhã Nunca Morre, décimo-oitavo da série cinematográfica de James Bond, criado por Ian Fleming.

## Características
Carver é um mundialmente renomado magnata das comunicações, dono do Carver Media Group, com satélites próprios que proporcionam uma vasta cobertura mundial de notícias. Maníaco por poder e por 'furos' de noticiário, ele tenciona provocar uma guerra entre a China e o Reino Unido para tornar-se o grande monopolizador mundial das notícias do conflito, fazendo um acordo com oficiais chineses renegados que, além de lhe darem a cobertura exclusiva da guerra pelo lado chinês, ainda lhe garantirão 100 anos de exclusividade na cobertura jornalística chinesa para o mundo.
Com um sarcástico senso de humor e impiedoso, ele não é um homem de palavra, chantageando todos que cruzam seu caminho e traindo depois aqueles que se curvam às suas chantagens. Sua personalidade maligna é demonstrada ao ordenar o assassinato da própria esposa, ao crer que ela o traiu.

## Filme
Usando um GPS roubado e codificado para enviar informações falsas por satélite, Carver faz com que a fragata britânica HMS Devonshire, em patrulha no sul da China, saia da rota e entre em águas chinesas. Depois de sobrevoada por caças chineses avisando que o navio se encontra em águas territoriais do país, o comandante insiste estar em mar internacional - já que seu GPS está avariado - e é afundado por um barco stealth, invisível aos radares da belonave, com a tripulação comandada por Stamper, seu capanga e braço direito, de maneira a que os torpedos  pareçam terem sido lançados pelos chineses, criando um conflito internacional. Carver então lança a manchete de que marinheiros britânicos foram mortos por chineses, em seus jornais e televisões pelo mundo, mesmo antes que qualquer veículo da mídia saiba disso, pois o fato foi provocado por ele.
Disposto a retaliar, o governo britânico dá a M - que desconfia do incidente - 48 horas para solucionar o caso e provar sua teoria de que se trata de uma sabotagem e ele envia Bond ao coquetel de lançamento de um novo satélite de Carver, que acontece em Hamburgo, sede do complexo multimídia. Posando de banqueiro e investidor, Bond é apresentado a Carver e após conhecer Wai Lin, uma pretensa jornalista chinesa, na verdade, uma espiã como ele, ele investiga os escritórios de Carter e, descoberto, é obrigado a fugir do empresário e seus capangas, desligando a energia elétrica do local.
Depois de assistir a um filme feito por um de seus cúmplices, em que Bond conversa com sua mulher, Paris - que teve um caso amoroso com 007 no passado e voltaram a encontrar-se neste coquetel anos depois - ele ordena seu assassinato, acreditando que a esposa tenha passado informações de seus planos ao espião.
Carver tenta matar Bond e Wai Lin várias vezes durante a trama, chegando a criar um precipitado obituário do espião publicado em seus jornais, mas Stamper e seus capangas falham todas as vezes. No clímax do filme, ele e Bond se enfrentam dentro do barco stealth do vilão, depois que o agente o invade e o mina com explosivos. Enquanto Carver lhe aponta uma arma e faz um discurso retórico de seu grandioso plano, Bond disfarçadamente consegue destravar a grande broca de aço que foi usada para cortar ao meio a fragata afundada e a lança em direção de Carter, que morre cortado ao meio pela engenhoca.